# Anna Ryrberg
Anna Märta Ryrberg, född 7 april 1991 i Sollentuna församling i Stockholms län, är en svensk tidigare barnskådespelare, känd för sin roll som Rosa i TV-serien Livet enligt Rosa (2005) och långfilmen Rosa: The Movie (2007), båda baserade på den tecknade serien Livet enligt Rosa (2003–2008) i Kamratposten. Ryrberg fick rollen som Rosa efter att ha gått på auditionen av en tillfällighet.
Ryrberg avslutade skådespelarkarriären efter TV-serien och långfilmen om Rosa. Hon har i intervju berättat att skådespeleriet var kul, men att hon ville göra annat och slippa avbryta studierna. Hon läste ekonomi på gymnasiet och har bland annat arbetat på en investmentbank i London och ett private equity-bolag som fokuserar på investeringar i bolag och globala lösningar.
Anna Ryrberg är sondotter till Carl-Hugo Ryrberg.

## Filmografi
- 2005 – Livet enligt Rosa
- 2007 – Rosa: The Movie